# 7343 Ockeghem
7343 Ockeghem eller 1992 GE2 är en asteroid i huvudbältet som upptäcktes den 4 april 1992 av den belgiske astronomen Eric W. Elst vid La Silla-observatoriet. Den är uppkallad efter den nederländske tonsättaren Johannes Ockeghem.
Asteroiden har en diameter på ungefär 4 kilometer.